# 杜啓
杜啓（1452年—？），字子開，直隸蘇州府吳縣人，民籍，明朝政治人物。

## 生平
成化十年（1474年）甲午科應天府鄉試第八十三名舉人。成化二十三年（1487年）中式丁未科會試第二十八名，三甲第九十二名進士。授知縣，弘治九年（1496年）六月授南京都察院理刑，十年四月实授南京山西道監察御史，十四年七月清理浙江、江西屯田。十五年二月升福建按察司佥事。

## 家族
曾祖杜宗智；祖父杜玉；父杜瓊，前母陸氏；前母張氏；母王氏。永感下。